# Strange Angels
Strange Angels je páté studiové album avantgardní hudebnice Laurie Anderson, vydané v říjnu 1989 u vydavatelství Warner Bros. Records. Jeho producenty byli Roma Baran, Mike Thorne, Arto Lindsay, Ian Ritchie a samotná Laurie Anderson. Autorem fotografie na obalu alba je Robert Mapplethorpe, který několik měsíců před vydáním alba zemřel.

## Seznam skladeb
| Pořadí | Název               | Délka |
| ------ | ------------------- | ----- |
| 1.     | Strange Angels      | 3:51  |
| 2.     | Monkey's Paw        | 4:33  |
| 3.     | Coolsville          | 4:34  |
| 4.     | Ramon               | 5:03  |
| 5.     | Babydoll            | 3:38  |
| 6.     | Beautiful Red Dress | 4:43  |
| 7.     | The Day the Devil   | 4:00  |
| 8.     | The Dream Before    | 3:03  |
| 9.     | My Eyes             | 5:29  |
| 10.    | Hiawatha            | 6:53  |

## Obsazení
- Laurie Anderson – zpěv, klávesy
- Chris Spedding – kytara
- Jimi Tunnell – kytara
- Peter Scherer – baskytara, klávesy, programované bicí
- Mark Dresser – baskytara
- Sue Hadjopoulus – perkuse
- Joey Baron – bicí
- Cyro Baptista – perkuse
- Alex Foster – altsaxofon
- Bobby McFerrin – zpěv
- Steve Gadd – bicí
- Anton Fier – bicí
- Naná Vasconcelos – perkuse
- Tony Levin – Chapman Stick
- Jimmy Bralower – programované bicí
- Lenny Pickett – tenorsaxofon
- David Van Tieghem – perkuse
- Leon Pendarvis – programované bicí
- David Spinozza – kytara
- Dave Lebolt – klávesy, syntezátory
- Ray Phiri – kytara
- Bakithi Khumalo – baskytara
- Mark Egan – baskytara
- Tom „T-Bone“ Wolk – akordeon
- Hugh McCracken – harmonika
- Gib Wharton – pedálová steel kytara
- Louis Del Gatto – barytonsaxofon
- Manolo Badrena – perkuse
- Ian Ritchie – programované bicí
- Gene Tyranny – klávesy
- Lisa Fischer – doprovodné vokály
- Bennie Diggs – doprovodné vokály
- B.J. Nelson – doprovodné vokály
- Yolanda Lee – doprovodné vokály
- Phil Ballou – doprovodné vokály
- Angela Clemmons-Patrick – doprovodné vokály
- Paulette McWilliams – doprovodné vokály
- Darryl Tookes – doprovodné vokály
- Diane Wilson – doprovodné vokály
- Earl Gardner – trubka
- Laurie Frink – trubka
- Steve Turre – pozoun
- Robby Kilgore – klávesy
- Errol „Crusher“ Bennett – perkuse
- John Selolwane – kytara
- Arto Lindsay – kytara
- Mike Thorne – klávesy, programované bicí
- Bill Buchen – perkuse
- The Roches – doprovodné vokály
- Meat Loaf – doprovodné vokály